# Eduard Tubin

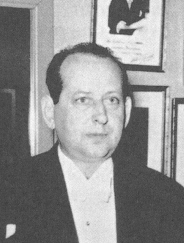
Eduard Tubin

Eduard Tubin (* 5. Junijul. / 18. Juni 1905greg. in Torila, heute Gemeinde Peipsiääre bei Kallaste, Estland; † 17. November 1982 in Stockholm) war ein estnischer Komponist, der ab 1944 in Schweden lebte.

## Leben und Musik
Aufgewachsen in dörflicher Umgebung, erlernte er autodidaktisch verschiedene Instrumente wie Flöte, Balalaika, Geige und Klavier. Nach Abschluss seiner Ausbildung zum Lehrer besuchte er ab 1924 die Musikschule in Tartu, wo er eine Ausbildung in Komposition bei Heino Eller erhielt. Später war er als Kapellmeister und Dirigent tätig. Erste Kompositionen folgten, bei denen hauptsächlich Einflüsse nationaler Volksweisen erkennbar sind. In seinen nachfolgenden sinfonischen Dichtungen folgt er kompositorischen Anregungen von Jean Sibelius, Anton Bruckner und Carl Nielsen.
Am 20. September 1944 floh Tubin vor der heranrückenden Roten Armee an Bord des Seglers „Triina“ nach Schweden. Nach zweitägiger Fahrt fanden er, seine Frau Erika und die beiden Söhne zunächst Aufnahme in einem Stockholmer Flüchtlingslager. Nach dem Krieg blieb er in Schweden und ließ sich in einem Stockholmer Vorort nieder. Er war unter anderem als Chordirigent und Musikarrangeur am Theater in Drottningholm tätig. Als Komponist sollte er sich hier allerdings vorerst keinen Namen machen können. Im Jahre 1961 erwarb er die schwedische Staatsbürgerschaft. Aufgrund staatlicher Förderung war er ab 1966 wieder in der Lage, sich ganz der Komposition zuzuwenden. Er verstarb im Jahre 1982 an einer Krebserkrankung.
Sein kompositorisches Schaffen umfasst u. a. zehn Sinfonien (eine elfte Sinfonie blieb unvollendet), Instrumentalwerke, Suiten, Elegien und Sonaten sowie Chorwerke, Ballette und Opern. Seine Werke waren lange im sowjetisch beherrschten Estland verboten. Er galt als der bedeutendste Symphoniker Estlands.
Obwohl ihm in seinem Exil Schweden anfangs die Anerkennung verwehrt blieb, wurde ihm 1979 der Kurt Atterberg Preis und 1981 der Kulturpreis der Stadt Stockholm zuerkannt; kurz darauf wurde er zum Mitglied der Königlich Schwedischen Musikakademie ernannt. -- Der estnische Dirigent Neeme Järvi leitete in den 1980er Jahren eine Tubin-Renaissance ein, nachdem allerdings schon 1963 Tubins 6. Sinfonie mit dem Rundfunk-Sinfonie-Orchester Estland unter Järvis Leitung von der sowjetischen Firma Melodija (33D-11609-610) veröffentlicht worden war.

## Werke
- Sinfonien
  - Sinfonie Nr. 1 c-Moll (1931–34). Uraufführung im Februar 1936 durch das Eesti Riiklik Sümfooniaorkester unter der Leitung von Olav Roots.[3]
  - Sinfonie Nr. 2 Die Legendäre (1937–38). Uraufführung im Juni 1936 in Tallinn unter der Leitung von Olav Roots.[4]
  - Sinfonie Nr. 3 d-Moll (1940–42). Uraufführung im Februar 1943 in Tallinn unter der Leitung von Olav Roots.[4]
  - Sinfonie Nr. 4 A-Dur Sinfonia lirica (1942–43, überarb. 1978), Uraufführung im April 1944 in Tallinn unter der Leitung von Olav Roots.[5]
  - Sinfonie Nr. 5 h-Moll (1946). Uraufführung im November 1947 durch das Kungliga Filharmoniska Orkestern unter der Leitung von Carl von Garaguly.[6]
  - Sinfonie Nr. 6 (1954). Uraufführung im September 1955 durch das Schwedische Radiosinfonieorchester unter der Leitung von Tor Mann (1894–1974).[7]
  - Sinfonie Nr. 7 (1958). Uraufführung durch das Gävle-Sinfonieorchester unter der Leitung von Gunnar Staern (1922–2011).[8]
  - Sinfonie Nr. 8 (1966). Uraufführung im Februar 1967 durch das Eesti Riiklik Sümfooniaorkester unter der Leitung von Neeme Järvi.[9]
  - Sinfonie Nr. 9 Sinfonia semplice (1969). Uraufführung durch das Schwedische Radiosinfonieorchester unter der Leitung von Stig Westerberg (1918–1999).[8]
  - Sinfonie Nr. 10 (1973). Auftragswerk des Göteborger Orchestervereins, Uraufführung durch die Göteborger Symphoniker.[10]
  - Sinfonie Nr. 11 (1982) unvollendet. Lediglich der Eröffnungssatz „Allegro vivace, con spirito“ existiert. Orchestration durch Kaljo Raid (1987 durch Neeme Järvi angefragt).[11]
- Concertino für Klavier und Orchester (1945)
- Konzert für Kontrabass und Orchester (1948)
- Musik für Streicher (1963)
- Suiten
  - Suite über estnische Tänze
  - Estnische Tanzsuite
- Opern
  - Barbara von Tisenhusen
  - Reigi õpetaja (dt. Der Pfarrer von Reigi)
  - Libahunt
- Requiem für gefallene Soldaten
- Ballett Kratt (dt. der Kobold), 1961. Uraufführung in Tartu unter der Leitung des Komponisten. Uraufführung der gleichnamigen Ballettsuite 1962 durch das Kungliga Filharmoniska Orkestern unter der Leitung von Gunnar Staern (1922–2011).[10]
- Sonaten
  - Sonate für Flöte und Cello (1979)
  - Klaviersonate Nr. 1
  - Sonate für Violine Nr. 2
  - Sonate für Altsaxophon
- Duos
  - Drei Stücke für Violine und Klavier
  - Meditation
  - Pastorale
- Fugen
  - Fuge in c-Moll
  - Fuge in b-Moll
- Klavierwerke
  - Albumileht
  - Drei Kinderstücke
  - Muinasjutuke
  - Concertino für Klavier und Orchester
  - Klavierquartett in cis-Moll